# Huyền học
Huyền học (tiếng Trung: 玄学) là một trào lưu tư tưởng triết học thịnh hành vào thời Ngụy Tấn Nam Bắc triều, ban đầu chính yếu dùng để giải thích "tam huyền" (Lão Tử, Trang Tử và Chu Dịch), về sau phát triển trở thành công cụ thảo luận, giải thích các kinh điển Đạo gia, Nho gia.
Bởi vì tại hiện đại, ý nghĩa của từ "huyền học" đã chuyển biến thành từ để gọi chung các môn thần bí học của Trung Quốc như phong thủy, bói toán, xem tướng, v.v., cho nên hiện nay trào lưu này còn được gọi là Ngụy Tấn huyền học.

## Tổng quan
Chữ "Huyền" có nguồn gốc từ câu cuối chương 1 trong Đạo Đức kinh của Lão Tử, "Huyền chi hựu huyền, chúng diệu chi môn". Từ cuối thời Đông Hán đến triều đại nhà Tấn, Nho gia chính thống bắt đầu bị nghi ngờ, trào lưu này chuyển hướng từ Nho gia sang Đạo gia.
Vào thời Ngụy Tấn, huyền học là chỉ phương diện lời nói, việc làm mang hàm ý sâu xa, khoáng đạt, mang hơi hướng "Bản thể luận". Các nhân vật đại biểu có Hà Yến, Vương Bật, Nguyễn Tịch, Kê Khang, Hướng Tú, Quách Tượng.
Vào thời Nam Bắc triều, Tống Minh Đế của Lưu Tống xếp Huyền học song song với Nho học, Văn học, Sử học, trở thành "Tứ khoa". Tuy nhiên, thời kỳ này huyền học đã không còn những phát kiến mới, sau Liệt Tử chú của Trương Trạm, các học giả của trào lưu này gần như chỉ thảo luận các luận điểm mà tiền nhân đã lưu lại; sau khi Phật giáo truyền vào Trung Quốc, Huyền học dần đi đến thoái trào.

## Huyền học hiện đại và tín ngưỡng dân gian
Tại hiện đại, cái gọi là "Huyền học" đã không còn mang nghĩa là giải thích Lão Tử, Trang Tử và Chu Dịch nữa, mà trở thành một tín ngưỡng dân gian mang màu sắc thần bí. Thậm chí còn diễn sinh ra các chức nghiệp bao gồm, thuật số, chiêm bốc, toán mệnh, phong thủy, trạch nhật, tính danh học, khai đàn tác pháp. Đa số những người này thường tự xưng là Đạo gia hoặc Âm Dương gia.